# Branko Skroče
Branko Skroče (cirílico:Бранко Скроче) (Zadar, 17 de maio de 1955) é um ex-basquetebolista croata que integrou a seleção iugoslava conquistando a medalha de ouro disputada nos XXIII Jogos Olímpicos de Verão em 1980 em Moscovo.